# The Land Beyond the Sunset
The Land Beyond the Sunset è un film del 1912 diretto da Harold M. Shaw. Prodotto dalla Thomas A. Edison, Inc., è un cortometraggio incentrato su un ragazzino povero che vive con la nonna alcolizzata e che per la prima volta va in gita al mare con un gruppo di assistenza sociale. Fu girato in studio allo stabilimento della Edison nel Bronx e in esterni in un parco nella stessa contea che offriva una vista del Long Island Sound, e distribuito nelle sale statunitensi dalla General Film Company il 28 ottobre 1912.
Il cinema scopre ben presto che i bambini erano particolarmente adatti a suscitare negli spettatori forti sentimenti di compassione ed empatia qualora essi fossero presentati come vittime di sofferenza, povertà e abuso all'interno della loro stessa famiglia. Filmati come La Marâtre (1906) e The Drunkard's Child (1909) ne offrono alcuni dei primi esempi. The Land Beyond the Sunset si distingue per la trama elaborata e la delicatezza poetica con cui il tema é trattato. Il finale, in cui il bambino fugge al proprio destino prendendo il largo su una barca "verso la terra felice al di là del tramonto", nasconde poeticamente la tragica conclusione, in modo non dissimile a quanto poi farà un altro celebre film incentrato sull'abuso dell'infanzia (Il grande volo, 1992).
Del protagonista (un ragazzino dell'apparente età di circa 12 anni) è accreditato il nome, Martin Fuller, ma di lui non si conosce altro, se non l'eccezionale intensità espressiva della sua interpretazione.
Nel 2000 il film fu selezionato per la conservazione nel National Film Registry della Biblioteca del Congresso in quanto "culturalmente, storicamente o esteticamente significativo". Il 10 maggio 2005 fu incluso nella raccolta DVD Treasures from American Film Archives (uscita solo nell'America del Nord).

## Trama
Nei quartieri poveri di New York, Joe vive una vita di miseria, brutalizzato in casa da una nonna violenta e alcolizzata. Al piccolo, che fa lo strillone, viene dato un biglietto per una gita promossa dal Fresh Air Fund. Per un giorno il ragazzo sfugge alla triste realtà quotidiana e, in campagna, con il gruppo di assistenza sociale, vede per la prima volta il mare. Ascolta anche la storia di un luogo mitico senza pene, raggiunto per mare dal protagonista che parte alla ricerca della "terra oltre il tramonto" dove vivrà felice per sempre. Quando il gruppo di gitanti ritorna in città, Joe non segue gli altri, temendo l'ira della nonna. Libera invece la fantasia, sognando un luogo e una vita dove tutti i suoi problemi e le preoccupazioni si dissolvono. Vagabondando per la spiaggia trova una barca e vi sale come il protagonista della storia, guadagnando, a bordo dell'imbarcazione, il largo.